# Kuhdaszt
Kuhdaszt (perski: كوهدشت) – miasto w Iranie, w ostanie Lorestan. W 2006 roku miasto liczyło 85 519 mieszkańców w 18 087 rodzinach.